# كانتون (إلينوي)
كانتون (بالإنجليزية: Canton, Illinois)‏ هي مدينة تقع في الولايات المتحدة في إلينوي. يقدر عدد سكانها بـ 18,288 نسمة .

## التركيبة السكانية
حدّد مكتب تعداد الولايات المتحدة بيانات التركيبة السكانية لكانتون في تعداد الولايات المتحدة. في ما يلي، التركيبة السكانية حسب تعدادي 2000 و2010.

### تعداد عام 2000
بلغ عدد سكان كانتون 15,288 نسمة بحسب تعداد عام 2000، وبلغ عدد الأسر 5,677 أسرة وعدد العائلات 3,619 عائلة مقيمة في المدينة. في حين سجلت الكثافة السكانية 736.4 نسمة لكل كيلومتر مربع (1,907.3/ميل2). وبلغ عدد الوحدات السكنية 6,098 وحدة بمتوسط كثافة قدره 293.7 لكل كيلومتر مربع (760.7/ميل2).
وتوزع التركيب العرقي للمدينة بنسبة 89.59% من البيض و8.85% من الأمريكيين الأفارقة و0.14% من الأمريكيين الأصليين و0.41% من الأمريكيين ذوي الأصول الآسيوية و0.02% من سكان جزر المحيط الهادئ و0.44% من الأعراق الأخرى و0.56% من عرقين مختلطين أو أكثر و2.09% من الهسبانيون أو اللاتينيون من أي عرق.
بلغ عدد الأسر 5,677 أسرة كانت نسبة 30.8% منها لديها أطفال تحت سن الثامنة عشر تعيش معهم، وبلغت نسبة الأزواج القاطنين مع بعضهم البعض 48.7% من أصل المجموع الكلي للأسر، ونسبة 11.2% من الأسر كان لديها معيلات من الإناث دون وجود شريك،  بينما كانت نسبة 3.9% من الأسر لديها معيلون من الذكور دون وجود شريكة وكانت نسبة 36.3% من غير العائلات. تألفت نسبة 32.1% من أصل جميع الأسر من عدة أفراد يعيشون في نفس المنزل ونسبة 17.1% كانت تتألف من شخص يعيش بمفرده يبلغ من العمر 65 عاماً أو أكثر. وبلغ متوسط حجم الأسرة المعيشية 2.29، أما متوسط حجم العائلات فبلغ 2.86.
بلغ العمر الوسطي للسكان 37.5 عاماً. وكانت نسبة 20.2% من القاطنين تحت سن الثامنة عشر، وكانت نسبة 7.5% بين الثامنة عشر والرابعة والعشرين عاماً، ونسبة 22.3% كانت واقعةً في الفئة العمرية ما بين الخامسة والعشرين والرابعة والأربعين عاماً، ونسبة 18.3% كانت ما بين الخامسة والأربعين والرابعة والستين، ونسبة 16.6% كانت ضمن فئة الخامسة والستين عاماً فما فوق. يوجد لكل 100 أنثى 89.6 ذكر، ويوجد لكل 100 أنثى في الثامنة عشر من عمرها فما فوق 86.0 ذكر.
بلغ متوسط دخل الأسرة في المدينة 31,011 دولارًا، أما متوسط دخل العائلة فبلغ 39,910 دولارًا. وكان متوسط دخل الذكور 30,519 دولارًا مقابل 20,891 دولارًا للإناث. وسجل دخل الفرد الخاص بالمدينة 17,012 دولارًا. وكانت نسبة 10.1% من العائلات ونسبة 13.4% من السكان تحت خط الفقر، وكان من هؤلاء نسبة 20.4% تحت سن الثامنة عشر ونسبة 5.4% في الخامسة والستين من العمر وما فوق.

### تعداد عام 2010
بلغ عدد سكان كانتون 14,704 نسمة بحسب تعداد عام 2010، وبلغ عدد الأسر 5,406 أسرة وعدد العائلات 3,317 عائلة مقيمة في المدينة. في حين سجلت الكثافة السكانية 708.3 نسمة لكل كيلومتر مربع (1,834.5/ميل2). وبلغ عدد الوحدات السكنية 5,962 وحدة بمتوسط كثافة قدره 287.2 لكل كيلومتر مربع (743.8/ميل2).
وتوزع التركيب العرقي للمدينة بنسبة 86.14% من البيض و8.19% من الأمريكيين الأفارقة و0.52% من الأمريكيين الأصليين و0.46% من الأمريكيين ذوي الأصول الآسيوية و0.01% من سكان جزر المحيط الهادئ و3.70% من الأعراق الأخرى و0.99% من عرقين مختلطين أو أكثر و4.50% من الهسبانيون أو اللاتينيون من أي عرق.
بلغ عدد الأسر 5,406 أسرة كانت نسبة 29.7% منها لديها أطفال تحت سن الثامنة عشر تعيش معهم، وبلغت نسبة الأزواج القاطنين مع بعضهم البعض 44% من أصل المجموع الكلي للأسر، ونسبة 12.5% من الأسر كان لديها معيلات من الإناث دون وجود شريك،  بينما كانت نسبة 4.8% من الأسر لديها معيلون من الذكور دون وجود شريكة وكانت نسبة 38.6% من غير العائلات. تألفت نسبة 33.3% من أصل جميع الأسر من عدة أفراد يعيشون في نفس المنزل ونسبة 16.2% كانت تتألف من شخص يعيش بمفرده يبلغ من العمر 65 عاماً أو أكثر. وبلغ متوسط حجم الأسرة المعيشية 2.28، أما متوسط حجم العائلات فبلغ 2.86.
بلغ العمر الوسطي للسكان 39.1 عاماً. وكانت نسبة 19.4% من القاطنين تحت سن الثامنة عشر، وكانت نسبة 9.6% بين الثامنة عشر والرابعة والعشرين عاماً، ونسبة 29.1% كانت واقعةً في الفئة العمرية ما بين الخامسة والعشرين والرابعة والأربعين عاماً، ونسبة 24.9% كانت ما بين الخامسة والأربعين والرابعة والستين، ونسبة 17% كانت ضمن فئة الخامسة والستين عاماً فما فوق. وتوزع التركيب الجنسي للسكان بنسبة 54.7% ذكور و45.3% إناث.

## أعلام
- هاري جاكوبس
- جاك فيسك
- ميخائيل ك. سميث
- فرانك دونيلي
- بومر غريسبي
- ستيفن آرشامبو ناجل